# Kapitan korvete (Kriegsmarine)
Kapitan korvete (izvirno nemško Korvettenkapitän; dobesedno Korvetni kapitan; kratica: KrvKpt.) je bil visoki častniški čin v nemški Kriegsmarine, ki je bil prevzet od Reichsmarine (iz časov Weimarske republike). 
Nižji čin je bil kapitanporočnik, medtem ko je bil višji kapitan fregate. V drugih vejah Wehrmachta (Heer in Luftwaffe) mu je ustrezal čin majorja, medtem ko mu je v Waffen-SS ustrezal čin SS-Sturmbannführerja.

## Napredovanje
V času Reichsmarine je kapitanporočnik običajno potreboval 5 let, da je dosegel čin kapitana korvete, a v primeru velikih dosežkov se je ta čas lahko izredno skrajšal (npr. Reinhard Suhren je potreboval le osem mesecev).

## Oznaka čina
Osnovna (naramenska) oznaka čina kapitana korvete je bila sestavljena iz štirih prepletenih vrvic, ki so bile pritrjene na črno podlago. Častniki tehniške stroke pa so imeli na spodnji del epolete dodan še simbol zobnika. 
Narokavna oznaka čina (ki se je nahajala na spodnjem delu rokava) je bila sestavljena iz treh debelejših zlatih črt in njimi se je nahajala ena petkraka zvezda.
Oznaka čina za slavnostno uniformo je bila sestavljena iz oznake sidra na zlati epoleti (z belo obrobo), na katero so bile pritrjene zlate resice.
Galerija
- Osnovna naramenska oznaka čina
- Narokavna oznaka čina